# Lange Straße 8 (Dahlenwarsleben)

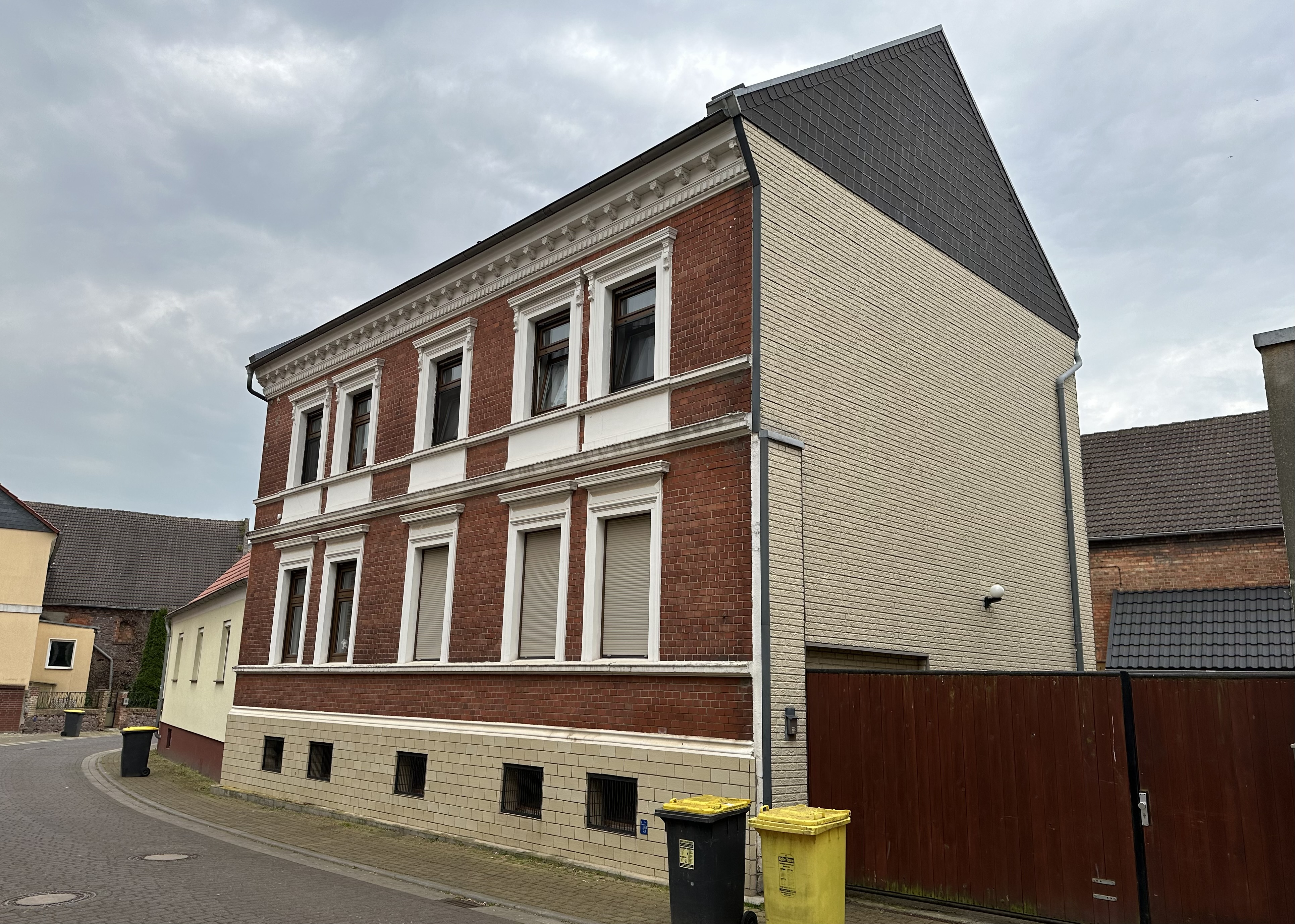
Haus Lange Straße 8, 2024

Das Haus Lange Straße 8 ist ein denkmalgeschütztes Wohnhaus in der Gemeinde Niedere Börde in Sachsen-Anhalt.

## Lage
Es befindet sich im Ortsteil Dahlenwarsleben westlich der Ortsmitte, auf der Südseite der Langen Straße.

## Architektur und Geschichte
Der zweigeschossige fünfachsige Klinkerbau entstand im letzten Drittel des 19. Jahrhunderts im Stil der Neorenaissance. Das schlichte Haus ist traufständig zur Straße angeordnet. Im Bereich der Traufe ist es mit einem Zahnschnittfries verziert.
Im Denkmalverzeichnis des Landes Sachsen-Anhalt ist das Wohnhaus unter der Erfassungsnummer 094 17511 als Baudenkmal eingetragen.
Das Gebäude gilt als Bestandteil der historischen Bebauung in der Umgebung als bedeutsam.